# Noctueliopsis pandoralis
Noctueliopsis pandoralis is een vlinder uit de familie van de grasmotten (Crambidae), uit de onderfamilie van de Odontiinae. De wetenschappelijke naam van deze soort is voor het eerst voorgesteld als Noctuelia pandoralis door William Barnes en James Halliday McDunnough in een publicatie uit 1914.
De soort komt voor in de Verenigde Staten en Mexico.